# Leica M8
Leica M8 — первый цифровой фотоаппарат «Лейка» со сменными объективами (наряду с Leica Digilux 3), продолжающий традиции дальномерных моделей марки. Представлен 14 сентября 2006 года, осенью того же года поступил в продажу. В сентябре 2008 года была представлена модернизированная версия Leica M8.2, а ещё год спустя появилась модель Leica M9.

## Награды
Leica M8 стал TIPA (Technical Image Press Association) 2007 года в номинации «Rangefinder D-Camera», а M8.2 — лауреатом 2009 года в номинации «Best Prestige Camera».